# تاريخ ميانمار

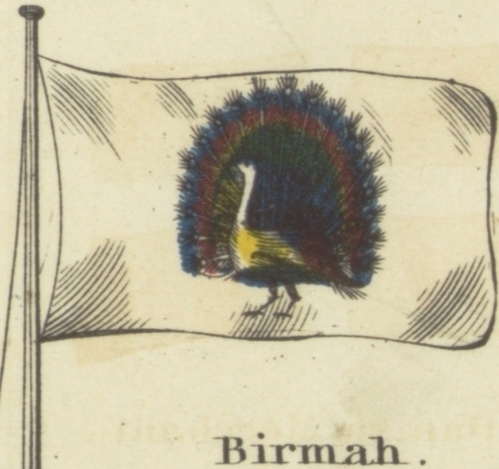

تاريخ ميانمار (المعروفة أيضًا باسم بورما؛ بالبورمية: မြန်မာ့သမိုင်) يغطي الفترة الممتدة من وقت أوائل المستوطنات البشرية المعروفة منذ 13000 عام وحتى يومنا هذا. كان السكان الأوائل للتاريخ المسجل من الناطقين باللغات التيبتية البورمية الذين أسسوا دول مدينة بيو التي امتدت حتى الجنوب مثل بياي واعتمدوا ديانة بوذية التيرافادا.
دخلت مجموعة أخرى، شعب بامار (البورماويون)، وادي إيراوادي العلوي في أوائل القرن التاسع. وواصلوا تأسيس مملكة باغان (1044-1297)، وهي أول توحيد على الإطلاق لوادي إيراوادي ومحيطه. جاءت اللغة البورمية وثقافة بورما لتحل محل ثقافة بيو ببطء خلال هذه الفترة. وبعد الغزو المغولي الأول لبورما في عام 1287، هيمنت عدة ممالك صغيرة، منها مملكة آفا، ومملكة هانثوادي، ومملكة مروق يو، ودول شان على المنطقة، وغلبت عليها التحالفات المتغيرة والحروب المتتابعة.
في النصف الثاني من القرن السادس عشر، أعادت أسرة تاونغو الحاكمة (1510 - 1752) توحيد البلاد، وأسست أكبر إمبراطورية في تاريخ جنوب شرق آسيا لفترة وجيزة. في وقت لاحق، أسس ملوك تاونغو العديد من الإصلاحات الإدارية والاقتصادية الرئيسية التي أدت إلى مملكة أصغر وأكثر سلامًا وازدهارًا في القرن السابع عشر وأوائل القرن الثامن عشر. وفي النصف الثاني من القرن الثامن عشر، استعادت سلالة كونباونغ (1752-1885) المملكة، واستمرت على نهج إصلاحات التاونغو التي زادت من الحكم المركزي في المناطق المحيطة وأنتجت واحدة من أكثر الدول معرفة بالقراءة والكتابة في آسيا. وقد دخلت السلالة في حرب مع جميع جيرانها. وأدت الحروب الأنجلو بورمية (1824-1885) في النهاية إلى الحكم الاستعماري البريطاني.
أحدث الحكم البريطاني العديد من التغييرات الاجتماعية والاقتصادية والثقافية والإدارية الدائمة التي غيرت المجتمع الزراعي بالكامل. سلط الحكم البريطاني الضوء على الاختلافات بين المجموعات الإثنية التي لا تعد ولا تحصى في البلاد. ومنذ الاستقلال في عام 1948، خاضت البلاد واحدة من أطول الحروب الأهلية المستمرة، والتي شاركت فيها الجماعات المتمردة التي تمثل الأقليات السياسية والإثنية، والحكومات المركزية المتعاقبة. خضعت البلاد للحكم العسكري تحت مظاهر مختلفة منذ عام 1962 حتى عام 2010، وخلال هذه المرحلة أصبحت البلاد واحدة من أقل الدول نموًا في العالم.

## التاريخ المبكر
وجد علماء الآثار أدلة تدل على أن الحضارة التي وجدت في المنطقة التي تشكل بورما حالياً قديمة نوعاً ما. أقدم الآثار التي وجدت هي عبارة عن رسومات كهفية وتجمعات هولوسينية تمثل أسلوب حياة الصيد والقطف المنتشر في ذلك الوقت بكهف في موقع بادلين الأثري بولاية شان.
يعتقد أن السكان المون هم أقدم الجماعات التي اندمجت في الأجزاء السفلية من وادي إيراوادي، وبحلول منتصف القرن العاشر أصبحوا القوة المسيطرة على جنوب بورما.
وصل التيبيتو-بورمان الذين يتحدثون بلغة بيو (Pyu) لاحقاً في القرن الأول قبل الميلاد إلى بورما، واسسوا فيها عدة مدن وولايات من مثل سريكسترا في وسط وادي إيراوادي، حيث كانت تتشارك مملكتي المون والبيو بشكل نشط في طريق التجارة بين الهند والصين. دخلت مملكة بيو لاحقاً في موجة من التدهور السريع في بداية القرن التاسع الميلادي عندما قامت جيوش مملكة نانجاو (تقع في يونان حالياً) بغزو وادي إيراوادي عدة مرات.

## فترة بيجان (1044-1287)

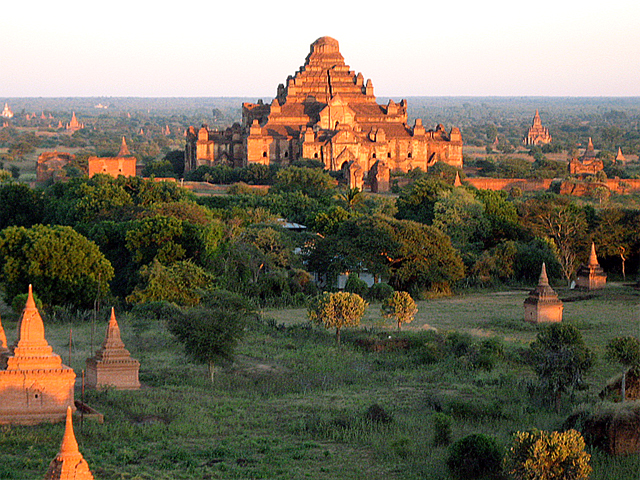
المعابد والباجوديات ما تزال موجودة حتى اليوم في باجان, عاصمة مملكة بيجان.

التيبتو-بورمان الذين يتحدثون اللغة البورمية أو كما أصبحو يعرفون بالبرماويون، اخذوا بالزحف نحو وادي إيراوادي والاستقرار فيه منذ عهد مملكة نينجاو وذلك في مرحلة مبكرة من القرن السابع الميلادي. حيث حلوا مكان البيو كالقوة المسيطرة هناك واسسوا مملكة لهم في وسط بيجان في 849. لكنهم لم يتوسعوا فيها الا بحلول عهد الملك انيراتا (1044–1077) حيث اخذت بيجان في عهده بالتوسع والتأثير على باقي أجزاء بورما الحالية.
بعد أن احكم انيراتا سيطرته على عاصمة المون ذاتون في 1057, أخذ البورماويون باعتناق مذهب التيرافادا البوذي حيث اخذوه عن طريق المون. وتمت كتابة الصحف البورمية المقدسة استناداً إلى صحف المون المقدسة المتوفرة انذاك، وذلك في عهد الملك كيانزيتا (1084-1112). وبازدهار الزراعة في ذلك الوقت، أخذ ملوك بيجان ببناء العديد من المعابد والباغوديات في أنحاء البلاد، والتي ما زال بعضها قائماً إلى اليوم.
اخذت قوة بيجان تتضائل وتقل بحلول القرن الثالث عشر، وذلك عندما امت قوات القائد المغولي قوبلاي خان بغزو المناطق الشمالية لبورما في بداية 1277, ونجحت في إسقاط واحتلال مدينة بيجان نفسها في 1287. منهية بذلك قرنين من الزمان من سيطرة مملكة بيجان على المناطق والأجزاء المحيطة بوادي إيراوادي.

## الممالك الصغيرة (1287-1531)
لم تستمر اقامة المغول في وادي إيراوادي لفترة طويلة، لكن التاي-شان الذين قدموا مع المغول من يونان استقروا في الوادي هناك وانتشروا فيه، واسسولهم عدة ولايات فيما بعد مثل لاوس، سيام وأسام مصبحين بذلك أحد اللاعبين الكبار في منطقة جنوب شرق آسيا انذاك.
حيث تفككت وقسمت مملكة بيجان إلى عدة ممالك ومناطق صغيرة من مثل:
- مملكة آفا (1364–1555) التي اسسها البورمان، الدولة الخلف لثلاث مماليك أصغر أنشأها الملوك البورمانيون الشان، واستطاعوا من خلالها السيطرة على الأجزاء العلوية من بورما (من غير الولايات الشانية الأخرى).
- مملكة باجو (1287–1540) التي اسسها المون بقيادة الملك المون-شاوي وريرو (1287–1306), والتي كانت تسيطر على الأجزاء السفلية من بورما (من غير ولاية تاننثريي).
- مملكة راكيني التي أسسها مراك يو في غرب بورما.
- عدة ولايات شانية في شرق مرتفعات شان وشمال مرتفعات كاتشين.

اتسمت هذه الحقبة بفترة صراع حربي مستمر بين مملكتي آفا وباجو، وامتد قليلاً إلى صراع أقل حدة بين آفا وشان. حيث استطاعت مملكة آفا في زمن قصير من احكام سيطرتها على مملكة راكيني (1379–1430) واقتربت استطاعة الحاق الهزيمة ببملكة باجو لعدة مرات، لكنهم لم سيتطيعوا إعادة توحيدة امبراطوريتهم الضائعة (مملكة بيجان). ومع ذلك، دخل المجتمع البورماني والثقافة البرومية عصرها الذهبي في ذلك الوقت. حيث ازدهرت مملكة باجو، واكملت ملكة باجو شين سا بو بناء باجودية شويداجون (Shwedagon) المطلية بالذهب، واوصلتها إلى ارتفاعها الحالي.
و بحلول نهاية القرن الخامس عشر، اسهمت حالة الصراع والحروب الدائمة باضعاف مملكة آفا بشكل كبير، بحيث أصبحت أطراف المناطق التي تسيطر عليها أما مستقلة أو محكومة ذاتياً. وفي 1486 قام ملك تونجو منكين انيو (1486–1531) بالأنفصال عن مملكة آفا واسس مملكة منفصلة صغيرة عنها. وفي 1527 تمكن القائد مونين (Mohnyin) أخيراً من الاستيلاء على مملكة آفا واحكام سيطرته عليها، منهياً بذلك حالة التوازن الحساسة للقوى التي كانت تسيطر على المنطقة لقرنين من الزمان تقريباً. حيث ظل الشان يحكمون الأجزاء العليا من بورما حتى عام 1555.

## فترة تونجو (1531-1752)

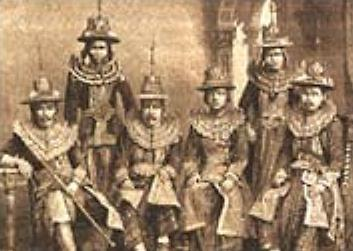
بعثة البورمية إلى فرنسا

مدعومين بالبورماويين الذين فروا بعد سقوط مملكة آفا، تمكنت مملكة تونجو بقيادة ملكها تابينشويتي (1531–1551) من هزيمة مملكة المون التي كانت تتمركز في باجو، موحدة بذلك جميع الأجزاء السفلية من بروما تحت سيطرتها في 1540. واستمر خليفة تابينشويتي من بعده في الحكم الملك باينينغ (1551–1581) في غزو واحتلال المزيد من المناطق فاحتل مانيبور (1556)، ولايات شان (1557)، تشينج ماي (1557)، مملكة أثوياها (1564 إلى 1569) بالأضافة إلى لين زانغ (1574)، محكماً بذلك سيطرته على معظم غرب جنوب شرق آسيا. واستعد لغزو مملكة راكيني بقوة بحرية تسيطر على جميع اراضي الساحل الموالي لغرب راكيني إلى ميناء شيتاغونغ في إقليم البنغال.
اخذت إمبراطورية باينينغ العملاقة بالتداعي والتفكك مباشرة بعد موته في 1581، حيث انفصل التايلانديون الذين كانوا يقطنون مملكة أثوياها عن بورما خلال عام 1593 واستقروا في تانينثاري. وفي 1599 قامت قوات مملكة راكيني مؤيدة بالمرتزقة البرتغاليين بإسقاط عاصمة المملكة باجو. وقام فيما بعد قائد البرتغاليين فيلب دي بريتو بالثورة على اسياده الراكينيين انفسهم، مؤسساً بذلك حكماً برتغالي في ثانلين، اليت كانت تعد أهم ميناء بحري في بورما.
اتحد البورماويين تحت قيادة الملك الونغبويا (1605–1628) وهزموا البرتغاليين في 1611. وقام الونغبويا بعدها باعادة بناء مملكة صغيرة اتخذت من آفا مركزاً لها وغطت على الأجزاء العلوية من بورما، الأجزاء السفلية من بورما والولايات الشانية (من دون مملكة راكيني ومملكة أثوياها). وبعد فترة حكم الملك تولان (1629–1648)، الذي ساهم في إعادة بناء البلاد بعد الحرب، دخلت البلاد في مرحلة انخفاض بطيء وثابت للأوضاع لمئة سنة قادمة. حيث نجح المون في اقامة ثورة ناجحة في 1740 بمساعدة من الفرنسيين وتشجيع من التايلانديين. مقتحمين بذلك الأجزاء السفلية من بورما في 1747, ونجحوا أخيراً في وضع حد لحكم التونجو في 1752 عندما قاموا باحتلال آفا عاصمة المملكة.

## فترة كونبنغ (1752-1885)

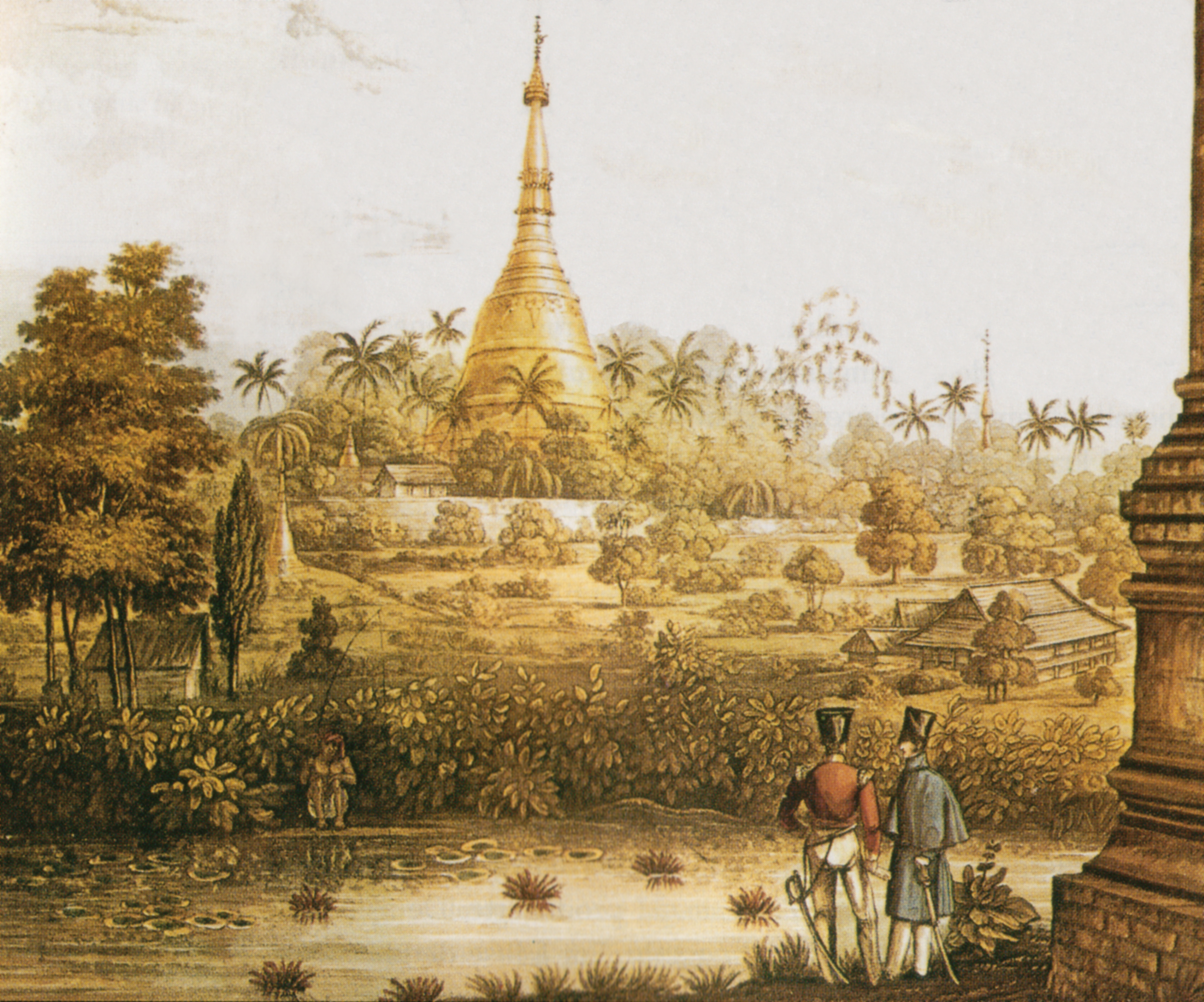
رسم بريطاني يعود إلى 1825 يصور باغودا شويداغون خلال الاستعمار البريطاني المبكر لبورما خلال الحرب الانجلو-بورمية الأولى

وضع الملك الونغبويا حجر الأساس لبداية حكم سلالة كونبانغ عندما قام بتأسيسها في 1752 بولاية شويبو. كما قام بتأسيس مدينة رانغون في 1755. وبموته في 1760، تمكن الونغبويا من توحيد البلاد مرة أخرى. في 1767, تمكن الملك شين بوشين (1763–1777) من الأطاحة بمملكة أثوياها. وقامت سلالة تشينغ التي كانت تحكم الصين بغزو بورما أربع مرات في الفترة الزمنية من 1765 إلى 1769 لكن من دون نجاح يذكر. لكن الغزو الصيني اعطى فرصة فرصة لمملكة سيام السياميين التي كانت تتخذ من بانكوك مركزاً لها بأن تثور البورماويين وتخرجهم من سيام في أواخر 1770.
فشل الملك باداوبيا (1782–1819) في إعادة احتلال سيام مرتين في 1780 و 1790. لكنه نجح في الأستيلاء على الجزء الغربي من مملكة راكيني، والذي كان مستقلاً عن المملكة لمدة طويلة منذ سقوط باجان. كما قام باجيدا بضم ولاية مانيبور رسمياً إلى مملكته بحمايته لحملة تمرد كانت تسود المنطقة في 1813.
تمكن قائد الجيش التابع للملك باجيدا (1819–1837) الجنرال ماها باندولا من أسقاط ثورة شعبية بولاية مانيبور في 1819 والأستيلاء على مملكة أسام المستقلة في 1819 (اعاد احتلالها مرة أخرى في 1821). لكن هذه الفتوحات الجديدة اسهمت في زيادة حدة التقارب بين البورماويين والهند البريطانية، حيث تمكن البريطانيين من هزيمة البورمانيين في الحرب الانجلو-بورمية الأولى (1824–1826). مما أضطر البورمانيين إلى الأنسحاب من أسام، مانيبور، راكيني وتانينثاري.
في 1852، هاجم البريطانيين بورما التي اصابها الضعف بشدة نتيجة الصراع البروماني الداخلي على السلطة. فبعد الحرب الانجلو-بورمية الثانية والتي استمرت لثلاث شهور، تمكن البريطانيين من الأستيلاء على المحافظات الساحلية الأخرى: منطقة أيياروادي، رانغون وباجو، وأطلقوا ليها اسم بورما السفلية.
قام الملك مايندين (1853–1878) بتأسيس ماندالاي في 1859 واتخذها عاصمة له. واستطاع تجنيب بلاده من الأخطار المترامية للمصالح الأستعمارية المشتركة من قبل فرنسا وبريطانيا. وفي فترة تقدمه، اضطر مايندين إلى التخلي عن ولايات كاياه في 1875. ولم يقم خليفته من بعده ثيباو (1878–1885) بحركات تذكر في فترة حكمه. وفي 1885، قام البريطانيون وبعد أن تنبهوا إلى قيام الفرنسيين باحتلال لاوس المجاورة لبورما إلى احتلال الأجزاء العليا من بورما.حيث اسفرت الحرب الانجلو-بورمية الثالثة إلى انتصار البريطانيين وسقوط العاصمة ماندلاي، ونفيت العائلة الحاكمة البورمية إلى ولاية راتنجيري بالهند. اخذت بعدها القوات البريطانية اربع سنوات في تهدئة الأوضاع الداخلية، ليس فقط في بورما لكن أيضاً في شان بالصين والمناطق المجاورة لمرتفعات كاشين، وتذكر بعض المصادر أن طفيفة التمرد لم تنتهِ حتى 1896.